# Principina Terra
Principina Terra è una frazione del comune italiano di Grosseto, in Toscana.
La frazione è situata a sud-ovest del capoluogo comunale, lungo la strada provinciale 158 delle Collacchie tra il centro cittadino e le località costiere di Marina di Grosseto e Principina a Mare.

## Geografia fisica
L'abitato si è sviluppato nella vasta area rurale della fattoria di Principina, storicamente lambita dalle sponde dell'antico lago Prile, quasi totalmente scomparso con le opere di bonifica integrale iniziate nel 1828 da Leopoldo II di Lorena. Le acque dell'antico bacino lacustre sono state canalizzate nei vari scolmatori che costeggiano l'abitato intersecandosi tra loro in più punti nella pianura circostante: uno di essi, il canale emissario di San Rocco, scavato nel 1838 per il deflusso delle acque chiare, lambisce la frazione a nord-ovest.

## Monumenti e luoghi d'interesse

### Architetture religiose
- Chiesa di San Carlo Borromeo, sede parrocchiale situata nel centro della frazione, è stata costruita tra il 2007 e il 2009 su progetto dell'architetto Domenico Scopa. La costruzione di una grande chiesa parrocchiale venne pensata nel 2002, quando la famiglia Scardaccione donò un lotto a tale scopo in via del Tarabuso, e il progetto definitivo fu approvato il 7 febbraio 2007. I lavori ebbero inizio il 25 febbraio dello stesso anno, con benedizione e posa della prima pietra da parte del vescovo Franco Agostinelli, il quale consacrò la chiesa ultimata il 6 dicembre 2009.[2]
- Chiesa dell'Annunciazione, chiesa gentilizia situata presso la fattoria, con campanile e strutture murarie in laterizio.[3] Fino al 2009 fu sede della parrocchia di San Carlo Borromeo, che era stata istituita dal vescovo Paolo Galeazzi il 1º gennaio 1960 e in origine ospitata presso la cappella di Santa Maria alla Trappola.[4]

### Architetture civili
- Fattoria di Principina, antica fattoria che ha dato anche la denominazione al vicino complesso alberghiero. Si trova lungo la strada che collega Grosseto a Marina di Grosseto, in prossimità dell'incrocio con la via che conduce all'albergo.[5]

- Fattoria del Poggiale, situata nella campagna a nord-ovest del paese, si tratta di uno storico complesso poderale appartenuto alla famiglia Pallini. Posta ad ovest del canale di San Rocco, conserva ancora le strutture e i lineamenti di fine Ottocento.[6]

## Società

### Evoluzione demografica
Quella che segue è l'evoluzione demografica della frazione di Principina Terra.
| Anno | Abitanti |
| ---- | -------- |
| 1961 | 106      |
| 1981 | 57       |
| 1991 | 56       |
| 2001 | 290      |
| 2011 | 380      |

## Infrastrutture e trasporti
La frazione è posizionata lungo la strada provinciale 158 delle Collacchie, già strada statale 322, che collega le città di Grosseto e Follonica attraversando i centri abitati della costa tirrenica. Principina Terra è il primo centro abitato che si incontra uscendo da Grosseto.